# 菲利普·達加斯圖
菲利普·達加斯圖（瑞典語：Filip Dagerstål，1997年2月1日—）是瑞典的一位足球運動員。現時被俄超球隊希姆基外借至瑞典足球超級聯賽球隊諾高平，在場上的位置是中場。他也代表瑞典U21國家隊參賽，並參加了2017年歐洲U21足球錦標賽。

## 外部連結
- SvFF profile （页面存档备份，存于）